# 通远军 (北宋)
通远军，中国宋朝時規劃的军。
宋神宗熙宁五年（1072年），以秦州古渭砦为通远军（今甘肃省陇西县）。元丰四年（1081年），以兰州西使城为定西城。元丰五年（1082年），改定西城为通远军，以汝遮堡为定西城（今甘肃省定西市），属通远军。宋徽宗崇宁三年（1104年），升为巩州。